# Matteo Darmian
Matteo Darmian (* 2. Dezember 1989 in Legnano) ist ein italienischer Fußballspieler. Der Außenverteidiger steht in Diensten von Inter Mailand und ist Nationalspieler.

## Karriere

### Vereine
Darmian begann seine Profikarriere beim italienischen Erstligisten AC Mailand und kam in der Saison 2006/07 erstmals am 19. Mai 2007 (37. Spieltag) bei der 2:3-Niederlage im Heimspiel gegen Udinese Calcio mit Einwechslung für Giuseppe Favalli in der 59. Minute zum Einsatz. In der Folgesaison bestritt er kein Punktspiel, in der Saison 2008/2009 wieder drei Punktspiele. Sein zweites für den AC Mailand bestritt er am 21. Dezember 2008 (17. Spieltag) beim 5:1-Sieg im Heimspiel (wieder) gegen Udinese Calcio, knapp ein Jahr und sieben Monate nach seinem Debüt.
Über ein Leihgeschäft wurde er am 17. Juli 2009 an den Zweitligisten Calcio Padova abgegeben, für den er 20 Punktspiele bestritt, in denen ihm ein Tor gelang. Zur Saison 2010/11 wechselte er zum Erstligisten US Palermo, für den er elf Punktspiele bestritt. In der Saison 2011/12 war er – wiederholt über ein Leihgeschäft – beim Zweitligisten FC Turin aktiv, mit dem er als Zweitplatzierter in die Serie A 2012/13 aufstieg. In drei Erstligaspielzeiten bestritt er 100 Punktspiele und erzielte er zwei Tore, wobei sein erstes Erstligator am 29. Oktober 2014 (9. Spieltag) im Heimspiel gegen den FC Parma zugleich das Siegtor war.
Zur Saison 2015/16 – mit einem bis zum 30. Juni 2019 gültigen Vertrag, mit einer Option auf ein weiteres Jahr, ausgestattet – verpflichtete ihn der englische Erstligist Manchester United, für den er am 8. August 2015 (1. Spieltag) beim 1:0-Sieg im Heimspiel gegen Tottenham Hotspur von Beginn an debütierte und erst in der 81. Minute für Antonio Valencia ausgewechselt wurde.
Anfang September 2019 kehrte Darmian nach Italien zurück und schloss sich dem Erstligisten Parma Calcio an, bei dem er einen Vertrag mit einer Laufzeit bis zum 30. Juni 2023 unterschrieb.

### Nationalmannschaft
Sein Debüt im Nationaltrikot gab er am 31. Januar 2006 für die U-17-Nationalmannschaft im Länderspiel gegen die Auswahl Portugals, das 2:2-unentschieden endete. Nachdem er auch in der Nachwuchsmannschaften der Altersklasse U-18, U-19 und U-20 zum Einsatz kam, debütierte er am 25. März 2009 in der U-21-Auswahlmannschaft, die gegen die Auswahl Österreichs ebenfalls 2:2-unentschieden spielte. Für die A-Nationalmannschaft kam er erstmals am 31. Mai 2014 in London, beim torlosen Unentschieden im Testspiel gegen die Auswahl Irlands zum Einsatz. Sein erstes Länderspieltor für diese Auswahlmannschaft erzielte er am 10. Oktober 2015 in Baku im Qualifikationsspiel für die Europameisterschaft 2016 gegen die Auswahl Aserbaidschans. Er nahm mit der Nationalmannschaft an der vom 12. Juni bis 13. Juli 2014 in Brasilien ausgetragenen Weltmeisterschaft teil und bestritt alle drei Gruppenspiele, schied jedoch als Drittplatzierter mit seiner Mannschaft aus dem Turnier aus.
Bei der Europameisterschaft 2016 in Frankreich wurde er in das italienische Aufgebot aufgenommen. Nur im Auftaktmatch gegen Belgien stand er in der Startaufstellung. Danach kam er erst wieder im dritten Match gegen Irland als Einwechselspieler zum Zug. Auch im Achtelfinale gegen Spanien kam er erst in der Schlussphase ins Spiel, gab dann aber die Vorlage zum entscheidenden 2:0. Gegen Deutschland im Viertelfinale wurde er kurz vor Ende der regulären Spielzeit eingewechselt. Nach Verlängerung musste er im Elfmeterschießen als neunter Italiener antreten. Als vierter Spieler seines Landes vergab er und Deutschland verwandelte anschließend zum entscheidenden 6:5 nach Elfmetern.
Während der anschließenden Qualifikation für die WM 2018 gehörte Darmian unter Gian Piero Ventura wieder zum Stammpersonal der Nationalmannschaft und stand auch in beiden Play-off-Spielen gegen Schweden auf dem Platz, in denen Italien jedoch unterlag. Von Interimstrainer Luigi Di Biagio wurde Darmian im März 2018 letztmals nominiert, blieb aber ohne Einsatz. Seither wurde er nicht mehr berücksichtigt.

## Erfolge und Auszeichnungen
- FA Cup: 2015/16
- FA Community Shield: 2016
- EFL Cup: 2016/17
- UEFA Europa League: 2016/17
- Team des Jahres der Serie A: 2014, 2015
- Pallone Azzurro: 2014
- Italienische Meisterschaft: 2020/21, 2023/24
- Italienischer Supercup: 2021
- Italienischer Pokal: 2022/23